# ناصر القطامي
ناصر القُطامي (ولد 1400 هـ / 1980 م) شيخ سعودي قارئ للقرآن الكريم، وإمام وخطيب جامع عبد الله بن ناصر المهيني في الرياض. نال شهرة في مِنطقة الخليج والوطن العربي. متزوج ولديه ثلاثة أبناء وبنت.

## مؤهلاته العلمية
- لديه بكالوريوس دراسات إسلامية.[1]
- درس الماجستير (تخصص دراسات قرآنية)

## نشاطاته
- رأس إدارة تنمية الموارد بمركز الدائري الشمالي التابع للجمعية الخيرية لتحفيظ القرآن الكريم بالرياض.
- شارك في اختبار طلاب مراكز تحفيظ القرآن الكريم بالجمعية الخيرية لتحفيظ القرآن الكريم بالرياض.
- أشرف ودرّس في حلقات تحفيظ القرآن الكريم أكثر من 11 عاماً.
- ألقى العديد من الخطب والمحاضرات والكلمات داخل وخارج المملكة العربية السعودية.
- استضافته كل من دولة الكويت ودولة الإمارات العربية المتحدة ومملكة البحرين ودولة قطر ومملكة الأردن خلال شهر رمضان لإمامة المصلين لصلاة التراويح والقيام ببعض الجولات الدعوية بدعوة من وزارات الأوقاف والشؤون الإسلامية بتلك الدول.

## إمامته
بدأ إمامته للمساجد وهو في الرابعة عشر من عمره
ومن المساجد التي تولى إمامتها:
- مسجد السلام بحي شبرا
- مسجد القريني بحي شبرا
- مسجد الفارس بحي شبرا
- مسجد الرشود بحي سلطانة
- مسجد العريفي بحي الدريهمية
- جامع العريفي بحي المنصورة
- جامع القاضـي بحي التعاون
- جامع الأميرة لطيفه بنت سلطان بحي الرحمانية
- جامع الملك عبدالله بن عبدالعزيز بحي الرحمانية

- جامع عبدالله بن ناصر المهيني بحي العارض في مدينة الرياض

## إصداراته
- صدر له أكثر من عشرين إصداراً صوتياً.
- له أكثر من 8 رسائل تحت الطبع.
- كتاب "التاءات العشرون لتدبر القرآن"

## روابط خارجية
- الموقع الرسمي للشيخ ناصر القطامي
- الحساب الرسمي للشيخ ناصر القطامي على تويتر
- القناة الرسمية للشيخ ناصر القطامي على اليوتيوب
- صفحة الشيخ ناصر القطامي على تي في قرآن
- القناة الرسمية للشيخ ناصر القطامي على تلغرام